# Communauté de communes Terre de Camargue
Pour les articles homonymes, voir Camargue (homonymie).
La communauté de communes Terre de Camargue est une communauté de communes française située dans le département du Gard.

## Composition
La communauté de communes est composée des 3 communes suivantes :

| Nom                     | Code Insee | Gentilé          | Superficie (km2) | Population (dernière pop. légale) | Densité (hab./km2) |
| ----------------------- | ---------- | ---------------- | ---------------- | --------------------------------- | ------------------ |
| Aigues-Mortes (siège)   | 30003      | Aigues-Mortais   | 57,78            | 8 707 (2022)                      | 151                |
| Le Grau-du-Roi          | 30133      | Graulens         | 54,73            | 8 513 (2022)                      | 156                |
| Saint-Laurent-d'Aigouze | 30276      | Saint-Laurentais | 89,81            | 3 651 (2022)                      | 41                 |

## Démographie
| 1968  | 1975   | 1982   | 1990   | 1999   | 2010   | 2015   | 2021   |
| ----- | ------ | ------ | ------ | ------ | ------ | ------ | ------ |
| 9 413 | 10 222 | 10 354 | 12 575 | 14 625 | 19 797 | 20 277 | 20 736 |

## Histoire
En 1947, à l’initiative du docteur Jean Bastide, nouvellement élu conseiller général du canton d’Aigues-Mortes, quatre communes (Aigues-Mortes, Le Grau-du-Roi, Saint-Laurent-d’Aigouze et Vauvert) décident de se regrouper en syndicat intercommunal pour construire un réseau d’alimentation en eau potable (station de pompage, canalisations, réservoirs, etc.)
En 1966, les communes confient au syndicat intercommunal l’assainissement des eaux usées afin d'équiper le territoire d’un réseau de collecte des eaux usées, de postes de relevage, de lagunages.
En 1971, le syndicat intercommunal est transformé en syndicat intercommunal à vocations multiples (SIVOM). De nouvelles compétences lui sont confiées : l’étude, la réalisation et la gestion des établissements scolaires du 1er degré et le transport scolaire des enfants handicapés.
Le siège du syndicat est fixé à Aigues-Mortes.
Les représentants des communes sont élus au sein de chaque conseil municipal, la représentation est égale pour les quatre communes adhérentes.
En 1989, les compétences du SIVOM sont encore renforcées :  l’entretien des réseaux d’eaux pluviales, la représentation des communes dans les établissements secondaires, la promotion du tourisme local et la création d’un service lié à l’emploi.
Dans les années 90, la décharge d’Aigues-Mortes qui reçoit les déchets des communes voisines est saturée. En 1992, le SIVOM adhère au syndicat mixte Entre Pic et Etang pour le traitement des ordures ménagères. Le projet était de construire l’actuel incinérateur à Lunel-Viel et de supprimer la décharge à Aigues-Mortes.
En 1995, des moyens sont mis en commun pour créer une cuisine centrale, avec la volonté de cuisiner en régie, sur un même site, les repas de toutes les cantines scolaires, et de réaliser des économies d’échelle. Les compétences culturelles sont mises en place sur le territoire du SIVOM afin d’harmoniser la politique culturelle.
En 1997, une station d’épuration biologique des eaux usées est réalisée au Grau-du-Roi en complément du lagunage existant : un équipement d’une capacité de 100 000 équivalent habitants pour répondre à la fois aux besoins de la population estivale et à celui des habitants des trois communes.
En 2001, dans le cadre des nouvelles dispositions législatives, le SIVOM devient communauté de communes. Il regroupe les trois communes actuelles et prend le nom de Terre de Camargue. Aux compétences initiales, de nouvelles lui sont confiées : l’entretien de l’éclairage public, l’instruction des permis de construire (jusqu’en 2013), l’enlèvement des ordures ménagères, les équipements sportifs et culturels d’intérêt communautaire et la gestion des ports de plaisance d’Aigues-Mortes et du bassin de plaisance du Grau-du-Roi.

## Administration

### Présidents
| Nom | Nom               | Parti  | Début        | Fin          | Fonctions                                                                                     |
| --- | ----------------- | ------ | ------------ | ------------ | --------------------------------------------------------------------------------------------- |
|     | René Jeannot      | DVD    | mars 2001    | mars 2008    | Maire d'Aigues-Mortes                                                                         |
|     | Léopold Rosso     | UMP-LR | mars 2008    | mars 2014    | Adjoint au maire du Grau du Roi Conseiller général du canton d'Aigues-Mortes                  |
|     | Laurent Pélissier | DVD    | mars 2014    | juillet 2020 | Maire de Saint-Laurent-d'Aigouze Conseiller départemental suppléant du canton d'Aigues-Mortes |
|     | Robert Crauste    | DVC    | juillet 2020 | En cours     | Maire du Grau du Roi                                                                          |